# Leonor
Leonor (auch Léonor) ist ein weiblicher oder männlicher Vorname.

## Herkunft und Bedeutung
Leonor entstand durch Verkürzung aus dem Namen Eleonore. Im Gegensatz zum Ausgangsnamen kann Leonor auch als männlicher Vorname vergeben werden.

## Namensträgerinnen
- Leonor de Almeida Portugal (1750–1839), portugiesische Adelige und Lyrikerin
- Leonor Andrade (* 1994), portugiesische Sängerin und Schauspielerin
- Leonor Baldaque (* 1977), portugiesische Schauspielerin
- Leonor de Cisnere (um 1535–1568), spanische evangelische Märtyrerin
- Leonor Fini (1907–1996), argentinische Malerin
- Leonor de Guzman (1310–1351), Mätresse von Alfons XI. von Kastilien
- Leonor „Leo“ Margets (* 1983), spanische Pokerspielerin und Autorin
- Leonor von Spanien (* 2005), spanische Thronfolgerin
- Leonor Silveira (* 1970), portugiesische Schauspielerin
- Leonor Varela (* 1972), chilenische Schauspielerin
- Leonor Watling (* 1975), spanische Schauspielerin und Sängerin

## Namensträger
- Léonor-Joseph Havin (1799–1868), französischer Politiker und Publizist
- Leonor Michaelis (1875–1949), deutsch-US-amerikanischer Biochemiker
- Leonor Reichenheim (1814–1868), deutsch-jüdischer Unternehmer und Mitglied des Reichstags des Norddeutschen Bundes.